# Mare della Pečora
Il Mare della Pečora (in russo Печорское море?, traslitterato Pečorskoe more) è la parte sud-orientale del Mare di Barents e bagna la Russia europea settentrionale. Tutte le coste lambite dal mare, appartengono alla Russia (circondario autonomo dei Nenec e oblast' di Arcangelo).

## Geografia
Il confine occidentale del Mare della Pečora è la costa orientale dell'isola di Kolguev, quello settentrionale l'estremità sud dell'isola Južnyj, il confine orientale è determinato dalle coste occidentali di Vajgač e della penisola di Jugor (Югорский полуостров), mentre a sud il mare lambisce le coste del circondario autonomo dei Nenec. Il mare della Pečora è poco profondo, la sua profondità media è di soli 6 m, il punto più profondo raggiunge i 210 m. Ha una superficie di 81.263 km². Le maggiori insenature della costa meridionale sono la baia della Pečora e la baia della Chajpudyra. Ci sono alcune isole vicino alla costa, la più grande delle quali è l'isola Dolgij. Il maggiore immissario è il fiume Pečora che dà il nome al mare.
Il porto più importante della regione è Nar'jan-Mar che si trova all'interno, sulla sponda destra del fiume.